# Japoatã
Japoatã is een gemeente in de Braziliaanse deelstaat Sergipe. De gemeente telt 14.027 inwoners (schatting 2009).